# حسين رضا باشا بن رمضان
حسين رضا باشا بن رمضان (بالتركية: Ramazanoğlu Hüseyin Rıza Paşa)‏‏ (ولدَ في 1838، أضنة - توفي في 1904، إسطنبول) هو سياسي عثماني، تولى منصب والي سالونيك.

## مناصبه
تولى المناصب التالية:
- والي سالونيك (1896–1899)
- ناظر العدلية  [لغات أخرى]‏ (1890–1895)
- ناظر الأوقاف الهمايونية  [لغات أخرى]‏ (1890–1890)